# Persone di nome Ahmad
| Questa pagina contiene informazioni ricavate automaticamente dalle voci biografiche con l'ausilio del template Bio e di un bot. L'aggiornamento è periodico e automatico e ricostruisce completamente la pagina. Se manca una persona in questa lista, sei pregato di non aggiungerla, ma accertati piuttosto che la sua voce biografica contenga il template Bio e che i dati anagrafici siano correttamente compilati. Se il template Bio manca, inseriscilo tu stesso o, in alternativa, metti l'avviso {{tmp\|Bio}} che ne segnala la mancanza. Se i dati riportati sono sbagliati, correggi direttamente la voce biografica; le modifiche saranno visibili in questa lista entro pochi giorni. Per chiarimenti vedi il progetto antroponimi. La lista contiene solo le 119 persone che sono citate nell'enciclopedia e per le quali è stato implementato correttamente il template Bio. Pagina aggiornata al 16 ott 2024. |

Questa è una lista di persone presenti nell'enciclopedia che hanno il prenome Ahmad, suddivise per attività principale.

## Allenatori di calcio(2)
- Ahmad Alenemeh, allenatore di calcio e ex calciatore iraniano (Ahvaz, n. 1982)
- Ahmad Salah Alwan, allenatore di calcio e ex calciatore iracheno (Iraq, n. 1982)

## Architetti(2)
- Ahmad Ben Baso, architetto spagnolo (Siviglia)
- Ustad Ahmad Lahauri, architetto persiano (Lahore, n. 1580 - † 1649)

## Assassini seriali(1)
- Ahmad Suradji, serial killer indonesiano (Medan, n. 1949 - Giacarta, † 2008)

## Astronomi(1)
- Habash al-Hasib al-Marwazi, astronomo, geografo e matematico iraniano (n. 766 - Samarra)

## Atleti paralimpici(2)
- Ahmad Al-Mutairi, atleta paralimpico kuwaitiano (n. 1994)
- Ahmad Hindi, atleta paralimpico giordano (Amman, n. 1995)

## Attivisti(2)
- Ahmad Alhendawi, attivista giordano (al-Zarqa, n. 1984)
- Ahmad Batebi, attivista iraniano (Shiraz, n. 1977)

## Calciatori(35)
- Ahmad Reza Abedzadeh, ex calciatore iraniano (Abadan, n. 1966)
- Ahmad Ajab, ex calciatore kuwaitiano (Al Kuwait, n. 1984)
- Ahmad Walpi, calciatore saudita (Dammam, n. 1990)
- Ahmad Al Salih, calciatore siriano (Amuda, n. 1989)
- Ahmad Al Subaih, ex calciatore kuwaitiano (Al Kuwait, n. 1980)
- Ahmad Al-Dokhi, ex calciatore saudita (Riyad, n. 1976)
- Ahmad Al-Jasem, ex calciatore kuwaitiano (n. 1975)
- Ahmad Al-Mutairi, ex calciatore kuwaitiano (n. 1974)
- Ahmad Saad Al-Rashidi, calciatore kuwaitiano (Kuwait City, n. 1983)
- Ahmad Abdel-Halim, calciatore giordano (Amman, n. 1986)
- Ahmad Allée, calciatore iracheno (Dihok, n. 1996)
- Ahmad Amiruddin, ex calciatore indonesiano (Boni, n. 1982)
- Ahmad Ayad, calciatore iracheno (Baghdad, n. 1991)
- Ahmad Benali, calciatore libico (Manchester, n. 1992)
- Ahmed Moein, calciatore qatariota (Doha, n. 1995)
- Ahmad Elrich, ex calciatore australiano (Sydney, n. 1981)
- Ahmad Ghali, calciatore nigeriano (Kano, n. 2000)
- Ahmad Ersan, calciatore giordano (Irbid, n. 1995)
- Ahmad Hatifie, calciatore statunitense (Oakland, n. 1986)
- Ahmad Hayel, calciatore giordano (Ramtha, n. 1983)
- Ahmed Salman, calciatore israeliano (Gerusalemme, n. 2004)
- Ahmad Ali Jaber, ex calciatore iracheno (Baghdad, n. 1982)
- Ahmed Jassim, ex calciatore iracheno (n. 1960)
- Ahmad Ibrahim Khalaf, calciatore iracheno (Salah Al-Deen, n. 1992)
- Ahmad Jamil Madani, ex calciatore saudita (n. 1970)
- Ahmad Madania, calciatore siriano (Laodicea, n. 1990)
- Ahmad Mendes Moreira, calciatore olandese (Schiedam, n. 1995)
- Ahmad Mnajed, ex calciatore iracheno (Kirkuk, n. 1981)
- Ahmad Mousa, ex calciatore qatariota (n. 1982)
- Ahmad Ngouyamsa, calciatore camerunese (Yaoundé, n. 2000)
- Ahmad Sharbini, calciatore croato (Fiume, n. 1984)
- Ahmed Abdalla Jamil, calciatore emiratino (Dubai, n. 1999)
- Ahmad Taktouk, calciatore libanese (Beirut, n. 1994)
- Ahmad Maher Wridat, calciatore palestinese (n. 1991)
- Ahmad Zreik, calciatore libanese (n. 1990)

## Cestisti(5)
- Ahmad Caver, cestista statunitense (Atlanta, n. 1995)
- Ahmad al-Dwairi, cestista giordano (Istanbul, n. 1993)
- Ahmad al-Hamarsheh, cestista giordano (Amman, n. 1986)
- Ahmad Nivins, ex cestista e allenatore di pallacanestro statunitense (Jersey City, n. 1987)
- Ahmad Obeid, cestista giordano (Irbid, n. 1990)

## Danzatori(1)
- Ahmad Joudeh, ballerino e coreografo siriano (Yarmouk Camp, n. 1990)

## Esperantisti(1)
- Ahmad Mamduhi, esperantista iraniano (Mashhad, n. 1960)

## Generali(1)
- Ahmad al-Ghashmi, generale e politico yemenita (Distretto di Hamdan, n. 1935 - Sana'a, † 1978)

## Ginnasti(1)
- Ahmad Abu Al-Soud, ginnasta giordano (Amman, n. 1995)

## Giocatori di football americano(8)
- Ahmad Black, ex giocatore di football americano statunitense (Lakeland, n. 1989)
- Ahmad Bradshaw, ex giocatore di football americano statunitense (Bluefield, n. 1986)
- Ahmad Brooks, ex giocatore di football americano statunitense (Fairfax, n. 1984)
- Ahmad Dixon, giocatore di football americano statunitense (Waco, n. 1991)
- Sauce Gardner, giocatore di football americano statunitense (Detroit, n. 2000)
- Ahmad Khalife, giocatore di football americano tedesco (Berlino, n. 1997)
- Ahmad Rashād, ex giocatore di football americano statunitense (Portland, n. 1949)
- Ahmad Thomas, giocatore di football americano statunitense (Miami, n. 1994)

## Imam(1)
- Ahmad Abu Laban, imam palestinese (Giaffa, n. 1946 - Copenaghen, † 2007)

## Imperatori(1)
- Ahmad Shah Qajar, imperatore persiano (Tabriz, n. 1898 - Neuilly-sur-Seine, † 1930)

## Lottatori(1)
- Ahmad Hasan Ali Mahmud Ahmad, lottatore egiziano (n. 1997)

## Mezzofondisti(1)
- Ahmad Hassan Abdullah, mezzofondista keniota (Kaptarakwa, n. 1981)

## Militari(4)
- Ahmad al-Jazzar Pascià, militare ottomano (Stolac, n. 1722 - Damasco, † 1804)
- Ahmad I Karamanli, militare ottomano (n. 1686 - † 1745)
- Aḥmad Grāñ b. Ibrāhīm, militare somalo (Zeila, n. 1506 - Zanterà, † 1543)
- Ahmad ibn Yakub ibn Fezara, militare arabo

## Modelli(1)
- Ahmad Jalal Abualrub, modello statunitense (Ohio, n. 1987)

## Navigatori(1)
- Ahmad b. Majid al-Najdi, navigatore omanita (n. 1421 - † 1500)

## Pianisti(1)
- Ahmad Jamal, pianista statunitense (Pittsburgh, n. 1930 - Sheffield, † 2023)

## Poeti(2)
- Ahmad Shamlu, poeta persiano (Teheran, n. 1925 - Karaj, † 2000)
- Ahmad al-Tayyeb Aldj, poeta, drammaturgo e traduttore marocchino (Fès, n. 1928 - Rabat, † 2012)

## Politici(13)
- Ahmad Ahmad, politico e dirigente sportivo malgascio (Mahajanga, n. 1959)
- Messali Hajj, politico algerino (Tlemcen, n. 1898 - Parigi, † 1974)
- Ahmed Abdul-Ghafur, politico iracheno (Samarra, n. 1955 - Amman, † 2024)
- Ahmad Jarba, politico siriano (Qamishli, n. 1969)
- Ahmad Tejan Kabbah, politico sierraleonese (Pendembu, n. 1932 - Freetown, † 2014)
- Ahmad Diyāʾ Masʿud, politico afghano (Mukur, n. 1956)
- Ahmad Massoud, politico e generale afghano (Piyu, n. 1989)
- Ahmad Nazif, politico egiziano (Alessandria d'Egitto, n. 1952)
- Ahmed Qurei, politico palestinese (Abu Dis, n. 1937 - Ramallah, † 2023)
- Ahmad Sa'dat, politico palestinese (Al-Bireh, n. 1953)
- Ahmad Vahidi, politico e generale iraniano (Shiraz, n. 1958)
- Ahmad al-Khatib, politico siriano (As-Suwayda, n. 1933 - Damasco, † 1982)
- Ahmad Shuqayri, politico palestinese (Tabnin, n. 1908 - Amman, † 1980)

## Principi(4)
- Ahmad Ali Khan Bahadur, principe indiano (Rampur, n. 1787 - Rampur, † 1840)
- Ahmad Ali Khan di Malerkotla, principe indiano (Malerkotla, n. 1881 - Malerkotla, † 1947)
- Ahmad Beg, principe ottomano (Costantinopoli, n. 1476 - Isfahan, † 1497)
- Ahmad Reza Pahlavi, principe iraniano (Teheran, n. 1925 - Francia, † 1981)

## Pugili(1)
- Ahmad Ghossoun, pugile siriano (Damasco, n. 1996)

## Rapper(2)
- Ahmad, rapper statunitense (Los Angeles, n. 1976)
- Belly, rapper, cantautore e produttore discografico palestinese (Jenin, n. 1984)

## Registi(1)
- Ahmad Abdalla, regista e produttore cinematografico egiziano (Il Cairo, n. 1978)

## Religiosi(1)
- Ahmad Reza Khan Barelvi, religioso e mistico indiano (Bareilly, n. 1856 - † 1921)

## Scrittori(3)
- Ahmad Danesh, scrittore tagiko (Bukhara, n. 1827 - Bukhara, † 1897)
- Ahmad Kasravi, scrittore e storico iraniano (Tabriz, n. 1890 - Teheran, † 1946)
- Ahmad Faris al-Shidyaq, scrittore e giornalista libanese (Achkout - Kadıköy, † 1887)

## Sovrani(7)
- Ahmad Shah di Pahang, sovrano malaysiano (Pekan, n. 1930 - Kuala Lumpur, † 2019)
- Ahmed bin Sa'id, sovrano omanita (Adam, n. 1710 - Rustaq, † 1783)
- Ahmad II ibn Ali, sovrano tunisino (La Marsa, n. 1862 - La Marsa, † 1942)
- Ahmad bin Ali al-Thani, sovrano qatariota (Doha, n. 1920 - Londra, † 1977)
- Ahmad II bin Rashid Al Mu'alla, sovrano emiratino (Umm al-Qaywayn, n. 1911 - Umm al-Qaywayn, † 1981)
- Ahmad I ibn Mustafa, sovrano tunisino (Tunisi, n. 1806 - La Goletta, † 1855)
- Ahmad ibn Yahya, sovrano yemenita (Alohnom, n. 1891 - Ta'izz, † 1962)

## Storici(1)
- Ahmad Amin, storico egiziano (Il Cairo, n. 1886 - † 1954)

## Taekwondoka(1)
- Ahmad Abughaush, taekwondoka giordano (Amman, n. 1996)

## Teologi(2)
- Ahmad Ghazali, teologo persiano (Tus - Qazvin, † 1126)
- Ahmad al-Wansharisi, teologo e giurista algerino (Orano, n. 1430 - Fez, † 1508)

## Terroristi(2)
- Abdul Basit Usman, terrorista e guerrigliero filippino (Shariff Aguak, n. 1974 - Guindulungan, † 2015)
- Ahmad Omar Sa'id Shaykh, terrorista britannico (Londra, n. 1973)

## Tiratori a volo(1)
- Ahmad Al-Afasi, tiratore a volo kuwaitiano (n. 1983)

## Tuffatori(1)
- Ahmad Amsyar Azman, tuffatore malese (n. 1992)

## Senza attività specificata(4)
- Ahmad Shah Bahadur,  indiano (Delhi, n. 1725 - Delhi, † 1775)
- Ahmad II,  persiano (Bukhara, † 914)
- Ahmad Shah Khan,  afghano (Kabul, n. 1934 - † 2024)
- Ahmad I bin Abd Allah Al Mu'alla, emiro († 1904)